# Segundo gobierno de Joaquín Crespo
El segundo gobierno de Joaquín Crespo comenzó como un gobierno de facto, tras la Revolución Legalista, donde fue derrocado Raimundo Andueza Palacio. Tras su éxito en las elecciones de 1894, Crespo lideró el último gobierno del Partido Liberal que concluyó todo su período gubernamental, siendo sucedido por el gobierno de Ignacio Andrade en 1898.

## Antecedentes
Joaquín Crespo había sido presidente de Venezuela entre 1884 y 1886 con el Partido Liberal gracias al apoyo del dictador Antonio Guzmán Blanco. Crespo le propuso a Guzmán rotarse la presidencia cada dos años, pero Guzmán no aceptó, apoyando a Juan Pablo Rojas Paúl en 1888, lo que ocasionó una ruptura entre ambos.

## Política nacional

### Política legislativa

#### Asamblea Nacional Constituyente de 1893
Se convocó a elecciones para una Asamblea Nacional Constituyente en 1893 que ratificó a Crespo como presidente de Venezuela.

#### Constitución de 1893
La Constitución de los Estados Unidos de Venezuela de 1893 fue sancionada el 12 de junio de 1893 por la Asamblea Nacional Constituyente y promulgada por el presidente Crespo días más tarde. En esta constitución se redujo el período electoral a cuatro años y se prohibió la reelección indefinida.

## Política exterior
El Imperio británico incursionó en territorio venezolano, pretendiendo restablecer las fronteras hasta el río Yuruari, lo que fue impedido por soldados venezolanos. El asunto trajo conflictos con Reino Unido, lo que terminó en la invocación de la doctrina Monroe por parte del presidente estadounidense Grover Cleveland. En 1897 estadounidenses y británicos impusieron un arbitraje internacional en cuyo tribunal participarían dos abogados ingleses, dos estadounidenses, un ruso, sin ningún venezolano.

## Análisis
El historiador Rafael Arráiz Lucca consideró que con las reformas democráticas de Crespo «regresaba el país a los tiempos anteriores a los de Antonio Guzmán Blanco».